# دنیای این روزای من
دنیای این روزای من نام آلبومی است از داریوش اقبالی که در سال ۱۳۸۹ به‌طور رسمی منتشر شد.
آلبوم دنیای این روزای من، شامل ۸ ترانه است که ترانه و موسیقی آن تماماً حاصل کار هنرمندان جوان داخل کشور است. ترانه‌سرای تمام آهنگ‌های این آلبوم روزبه بمانی و آهنگ‌سازی آن نیز به عهدهٔ علیرضا افکاری بوده‌است.
داریوش ترانهٔ قیصر را که ارجاعات مستقیمی به فیلم قیصر دارد، به بهروز وثوقی تقدیم کرده‌است.
روزبه بمانی ترانه‌سرای این آلبوم تمام ترانه های این آلبوم را به غیر از ترانه‌ی قیصر را در کتاب ترانه‌های عاشقانه‌اش با عنوان دنیای این روزای من منتشر کرده است.

## ترانه‌ها
| شماره | نام آهنگ             | مدت  |
| ----- | -------------------- | ---- |
| ۱     | «به نام من»          | ۳:۴۵ |
| ۲     | «سراب ردپای تو»      | ۴:۴۵ |
| ۳     | «من از تو»           | ۴:۱۴ |
| ۴     | «دنیای این روزای من» | ۴:۱۸ |
| ۵     | «سلول بی مرز»        | ۴:۴۸ |
| ۶     | «شکنجه گر»           | ۴:۰۷ |
| ۷     | «قیصر»               | ۴:۴۴ |
| ۸     | «اینجا چراغی روشنه»  | ۴:۲۱ |